# Tanjung Raya (Lubuk Linggau Utara I)
Tanjung Raya is een bestuurslaag in het regentschap Lubuklinggau van de provincie Zuid-Sumatra, Indonesië. Tanjung Raya telt 1315 inwoners (volkstelling 2010).